# Георги Гроздев
Георги Андонов Гроздев е български писател, журналист и издател.

## Биография
Роден е на 29 януари 1957 г. в село Мъглен, Бургаско. Потомък е на бежанци от село Ковчаз, Лозенградско. Завършва журналистика в Софийския държавен университет (1982).
Работил е във в. „Поглед“ (1983 – 1989). Води бунтарската рубрика „Неканени мисли“, в която участват знакови лица на българската култура – Генчо Стоев, Станислав Стратиев, Георги Мишев, Стефан Продев, Стефан Цанев, Георги Марковски и др.
През 1991 г. основава издателство „Балкани“ и в. „Балкани“ (1991 – 1993). През 2002 г. заедно с Женя Гроздева и Васил Гроздев основава тримесечното списание „Литературни Балкани“, на което е собственик, управител и главен редактор до 2011 г.
Дебютира с разказа „Конфликт“, май 1975 г. в. „Сливенско дело“. Публикувал е сборниците с разкази и новели „Кръгът на неродените“ (1993), „Бесни корени“ (1998), „Пасбища за богати“ (1999), „Божии трохи“ (избрани разкази, съставител Генчо Стоев, 2002), „Снощи минах“ (балкански разкази, предговор Вера Мутафчиева, 2000).
Автор на трилогията „Плячка“ – романа „Плячка“ (2004, 2005, 2011; прев. на сръбски, английски, македонски, гръцки, хърватски, френски, арменски, немски, румънски и др.), романа „Непотребния“ (2009, 2011; прев. на немски) и романа „Ентропия“ (2014).
Автор на документалните книги „Мигове с Васко“ (2009; посветена на сина му Васил Гроздев). На „Изчезващ вид. Срещи с майстори“ (2011, 2013), портрети на българските класици Генчо Стоев, Йордан Радичков, Ивайло Петров, Вера Мутафчиева, Георги Мишев. На сборника „Жълт кълвач. Още срещи с майстори“ (2011) портрети на Юлия Огнянова, Исак Паси, Стоян Цанев, Христо Бойчев, Иван Теофилов, Георги Чапкънов.
Автор на „Книга за Ивайло Петров“ (2015), посветена на романа „Хайка за вълци“ и значението му за съвременната българска литература. На сборника с есета и размисли за българите от края на века – „Ние сме императорите!“ (1995), „Откриването на Балканите“ (2006, превод на английски). Литературни профили на известните балкански и европейски автори – Ана Бландиана, Исмаил Кадаре, Драгослав Михайлович, Бесник Мустафай и др., „Българската реклама“ (1995; в съавторство), „Книга с автограф“ (1999; превод. на английски) и „Не излъгахме!“ (2004, превод на английски). Интервюта с най-известните писатели на полуострова, предговор на проф. Светлозар Игов.
С Решение № 2 – 1135 от 28 ноември 2017 г. Комисията по досиетата установява и обявява, че от 2 април 1984 г. Гроздев е сътрудничил на Разузнавателното управление на ГЩ на БНА. В качеството му на секретен сътрудник, псевдонимът му е бил „Гълъбов“. Не е известно кога е бил свален от действащ оперативен отчет на РУ-ГЩ.
В есеистичната му книга „Камбаната на Косово“, 2017, има есе „Българската земя“, посветено на деградацията на българската държавност днес.
Носител на национална награда за къс разказ на името на Елин Пелин (2002). Член на българския ПЕН център.

## За него
- Балкански пътища и бродове на Георги Гроздев. Съст. Мария Младенова. С., Балкани, 2011
- Летопис Балкани, Съст. Кръстина Гечева, С., Балкани, 2011